# 文武廟
文武廟，是東亞文化中供奉文帝文昌帝君或孔子、武帝關帝君的一類廟宇。一般爲文帝設「學宮」，爲武帝設「武宮」，兩宮分立。也有一些廟宇將兩者合龕，但比較少見。中國有「北孔子，南文昌」之说，是指北方通常将孔子供奉在文武庙中，而南方的文武庙一般供奉文昌帝。

## 文武廟列表
中國大陸
- 呼蘭文武廟：位於黑龍江省哈爾濱市呼蘭區。乾隆十五年（1750年）建关帝圣君庙，道光五年（1825年）移建于东大街胡同。光绪二十一年（1895年）由副都统倭克津泰主持重建。民国初改称关岳庙。新中國初，武庙被拆，文庙搖搖欲墜。2003年12月20日縣政府主持重建落成。
- 金堂文武廟：位於四川省成都市青白江區，為四川省第八批省級文物保護單位。
- 文武帝宫：位於廣東省深圳市坪山區，為深圳市文物保護單位，亦為坪山圖書館客家特藏館。
- 百擔村文武廟：位於廣東省雲浮市鬱南縣桂圩鎮百擔村，為鬱南縣文物保護單位。
- 恭城文武庙：位於廣西省恭城縣，由獨立的文廟和武廟合成。恭城文庙於明永乐八年（1410年）初建于恭城东，清嘉庆五年（1800年）迁今址。恭城武廟也叫协天祠。
- 丹棱文武廟：位於四川省眉山市丹棱縣，始建於北宋雍熙年间（984—987年），明嘉靖年间（1522—1566年）重建，清道光七年（1827年）扩建。據傳是蘇東坡的母校。

香港
- 東華三院文武廟：位於上環荷里活道（荷李活道）的廟宇，由東華三院管理。始建於清道光二十八年（1848年）香港開埠初，清道光三十年（1850年）冬重建。
- 文武二帝廟：位於新界大埔太和市中心。
- 梅窩文武廟：位於新界大嶼山梅窩。

臺灣
- 萬里玉敕文武廟：位於新北市萬里區大鵬里萬里加投42之3號，舊址爲基隆市中正路656巷99、101、103號底層。
- 鹿港文武廟：位於彰化縣鹿港鎮的廟宇。
- 日月潭文武廟：文武庙建立于1932年，位于日月潭北面山腰上，主祀关帝，另供奉孔子、岳飞而得名。庙宇以金黄色为主，巍峨耸立。而其形势陡峻，若搭船可泊山麓崖，循石阶365级上可登抵。殿前有双龙弄珠石雕。登上文武庙后殿山坡，可以远眺日月潭景。
- 左營啟明堂：位於高雄蓮池潭畔。
- 高雄市文武聖殿：俗稱鹽埕埔聖帝廟，是高雄市知名的關帝廟，也是著名的「澎湖廟」。

## 外部連結
- 维基共享资源上的相關多媒體資源：文武廟